# Sawahan (Ponjong)
Sawahan is een bestuurslaag in het regentschap Gunung Kidul van de provincie Jogjakarta, Indonesië. Sawahan telt 4807 inwoners (volkstelling 2010).